# Сааведра, Умберто
Умбе́рто Сааве́дра (исп. Humberto Saavedra, 3 августа 1923 — дата смерти неизвестна) — боливийский футболист, полузащитник, участник чемпионата мира 1950 года (как запасной игрок).

## Карьера

### Клубная
Умберто Сааведра выступал за клуб «Стронгест» в чемпионате Боливии.

### В сборной
Выступал на ЧЮА-1945, сыграл 4 матча. 15 февраля 1945 года в игре против Уругвая был удалён с поля. Был в заявке на чемпионат мира 1950 года, однако на поле не выходил. Больше за сборную не выступал.
| Матчи и голы Умберто Сааведры за сборную Боливии | Матчи и голы Умберто Сааведры за сборную Боливии | Матчи и голы Умберто Сааведры за сборную Боливии | Матчи и голы Умберто Сааведры за сборную Боливии | Матчи и голы Умберто Сааведры за сборную Боливии | Матчи и голы Умберто Сааведры за сборную Боливии | Матчи и голы Умберто Сааведры за сборную Боливии |
| ------------------------------------------------ | ------------------------------------------------ | ------------------------------------------------ | ------------------------------------------------ | ------------------------------------------------ | ------------------------------------------------ | ------------------------------------------------ |
| №                                                | Дата                                             | Место проведения                                 | Соперник                                         | Счёт                                             | Голы                                             | Турнир                                           |
| 1                                                | 28 января 1945                                   | Сантьяго, Чили                                   | Бразилия                                         | 0:2                                              | -                                                | Чемпионат Южной Америки по футболу 1945          |
| 2                                                | 11 февраля 1945                                  | Сантьяго, Чили                                   | Эквадор                                          | 0:0                                              | -                                                | Чемпионат Южной Америки по футболу 1945          |
| 3                                                | 15 февраля 1945                                  | Сантьяго, Чили                                   | Уругвай                                          | 0:2                                              | -                                                | Чемпионат Южной Америки по футболу 1945          |
| 4                                                | 21 февраля 1945                                  | Сантьяго, Чили                                   | Колумбия                                         | 3:3                                              | -                                                | Чемпионат Южной Америки по футболу 1945          |

Итого: 4 матча / 0 голов; 0 побед, 2 ничьих, 2 поражения.